# ویلفرد جیکوبز
ویلفرد جیکوبز (انگلیسی: Wilfred Jacobs؛ زادهٔ ۱۹ اکتبر ۱۹۱۹ – درگذشتهٔ ۱۱ مارس ۱۹۹۵) یک سیاست‌مدار اهل آنتیگوا و باربودا بود.